# El Rastro

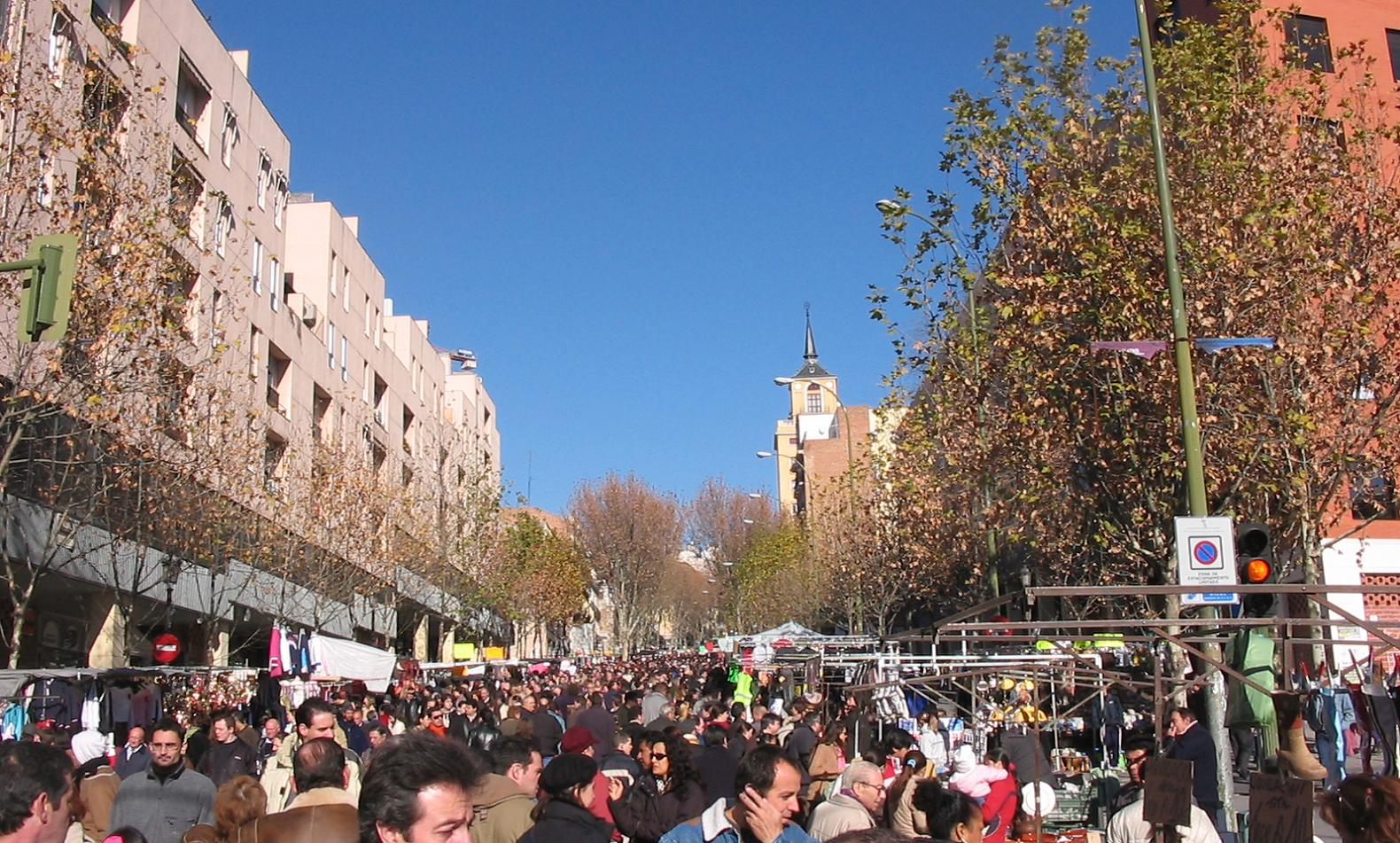
Impressie

El Rastro is een grote openlucht vlooienmarkt in Madrid. El Rastro wordt georganiseerd op iedere zondagochtend. Het begint al vanaf 8 uur 's morgens. Het wordt georganiseerd in de wijk La Latina en loopt over in Lavapiés.

## Ligging
De markt is juist naast het metrostation en begint op Plaza de Cascorro en C/ Ribera de Curtidores. Er staan vooral kraampjes met kleding, souvenirs, lederwaren, boeken en speelgoed. Rond de vlooienmarkt liggen nog een tal van antiekwinkels met als bekendste La Europea op nummer 11 en restaurants.

## Traditie
Volgens de Mardileense traditie gaan ze na hun koopjesjacht naar de La Latina om daar tapas te eten en cañas te drinken. Cañas is een klein biertje geserveerd met tapas.